# 95街区工作室
95街区工作室（羅馬化：Studiia Kvartal-95），是一家乌克兰电视娱乐制作公司，自2003年起開始运营。它以俄语和乌克兰语制作音频和影片内容，并组织音乐会。前身是演員弗拉基米尔·泽连斯基与伙伴于1997年创办的“95街区”（Квартал-95），取名自其就读的克里维里赫第95中学附近的街道。曾参与製作俄罗斯娱乐节目《KVN》。2003年，团队和乌克兰1+1电视台合作，改为现名，泽连斯基担任艺术总监和编剧。团队的喜剧节目常涉及时政题材，其中就包括由2015年上映的政治喜剧《人民公仆》。泽连斯基的妻子叶莲娜曾是该工作室编剧。